# ヤヴォルとシフィドニツァの平和教会群
ヤヴォルとシフィドニツァの平和教会群（ヤヴォルとシフィドニツァのへいわきょうかいぐん）は、ポーランドのドルヌィ・シロンスク県にあるヨーロッパ最大の木造宗教建築物である。グウォグフにもあったが、1758年に焼失した。
「平和教会」(Friedenskirchen) と名付けられた福音派の教会が、現ポーランド領下のシレジア地方のヤヴォル、シフィドニツァ、グウォグフに建てられた。ヤヴォルの教会は聖霊の祈りに基づいたもので、シフィドニツァの教会は聖三位一体の祈りに基づいたものであった。それらは17世紀半ばのヴェストファーレンの平和のあとに起こった宗教論争のときに建てられたものなので、「平和教会」と名付けられたのである。
その物理的・政治的諸条件から、平和教会は信教の自由の模索への証明としての責務を負わされる存在となった。また、一般的にはハプスブルク家の下でのカトリック教会と結び付けられていたルーテル教会のイデオロギーの稀な発露となることが求められたのである。
シレジアのプロテスタントたちは3つの教会を建てることを許されたが、建設期間は1年以内、石やレンガを使ってはいけない、という命令の為それは木造で、しかも釘を一切使わないものであった。現存する二つの平和教会はユネスコの世界遺産に登録されている。
2005年には350周年が祝われ、ドイツとポーランドが共同で修復に当たった。

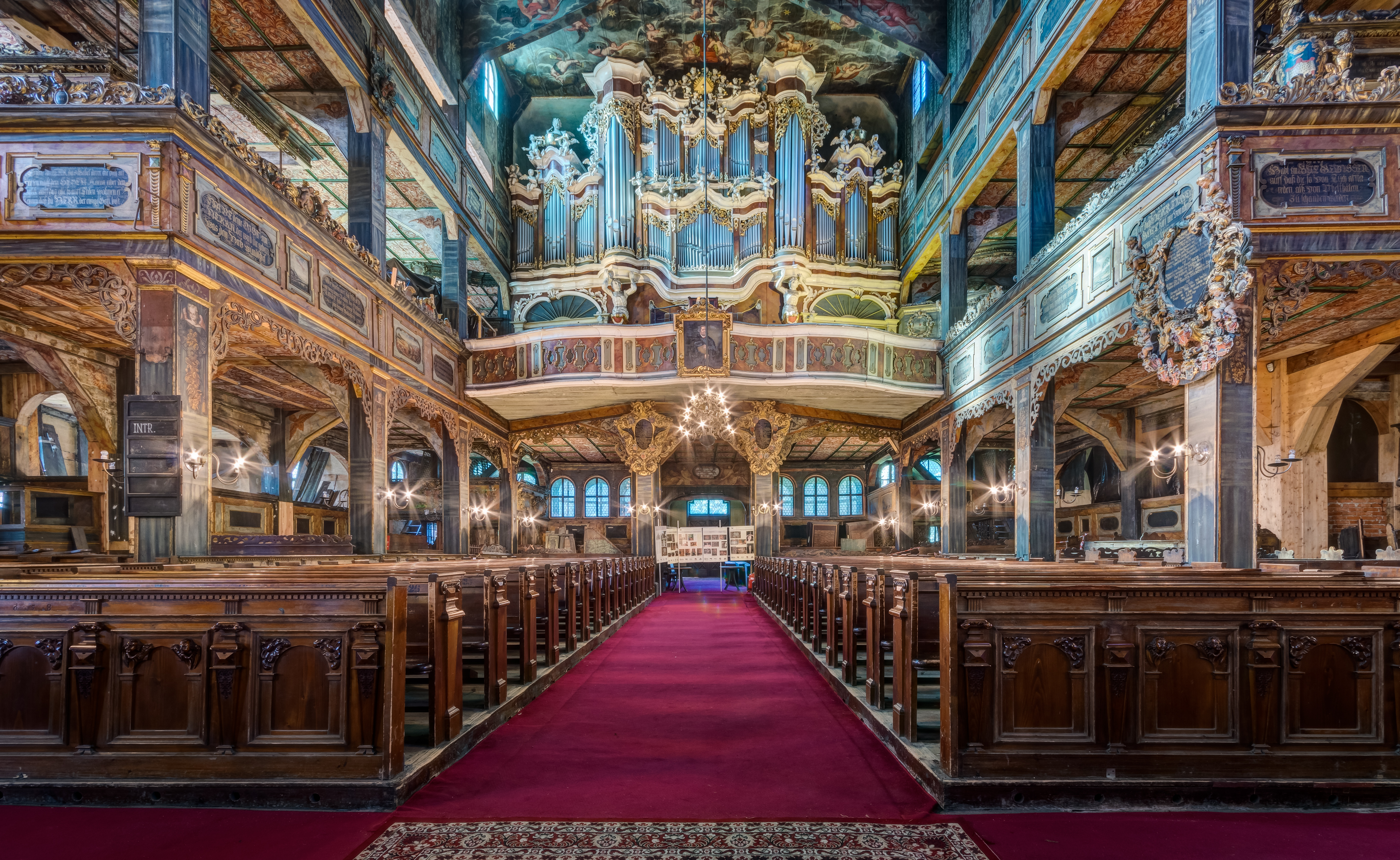
ヤヴォルの平和教会
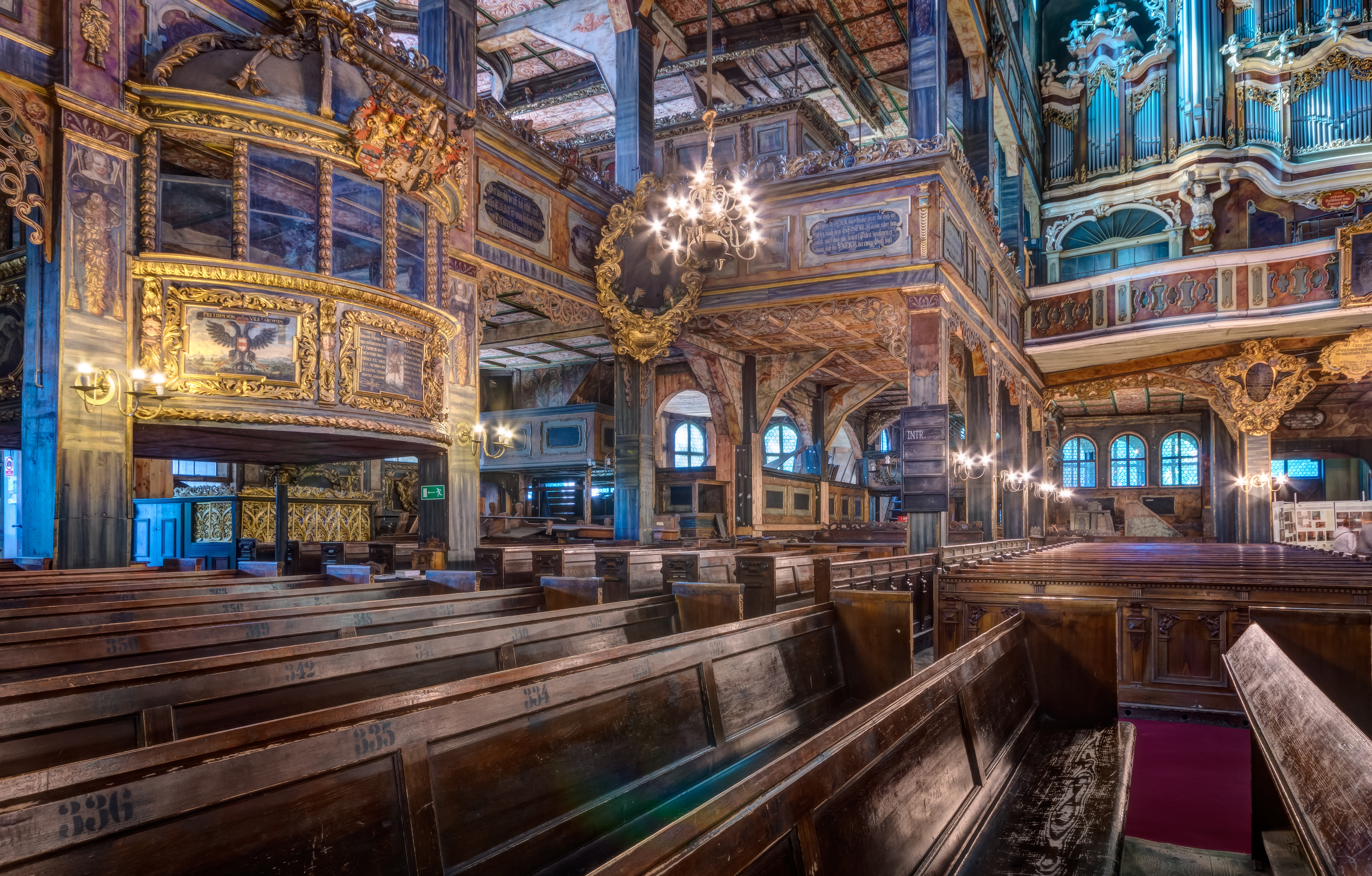
ヤヴォルの平和教会
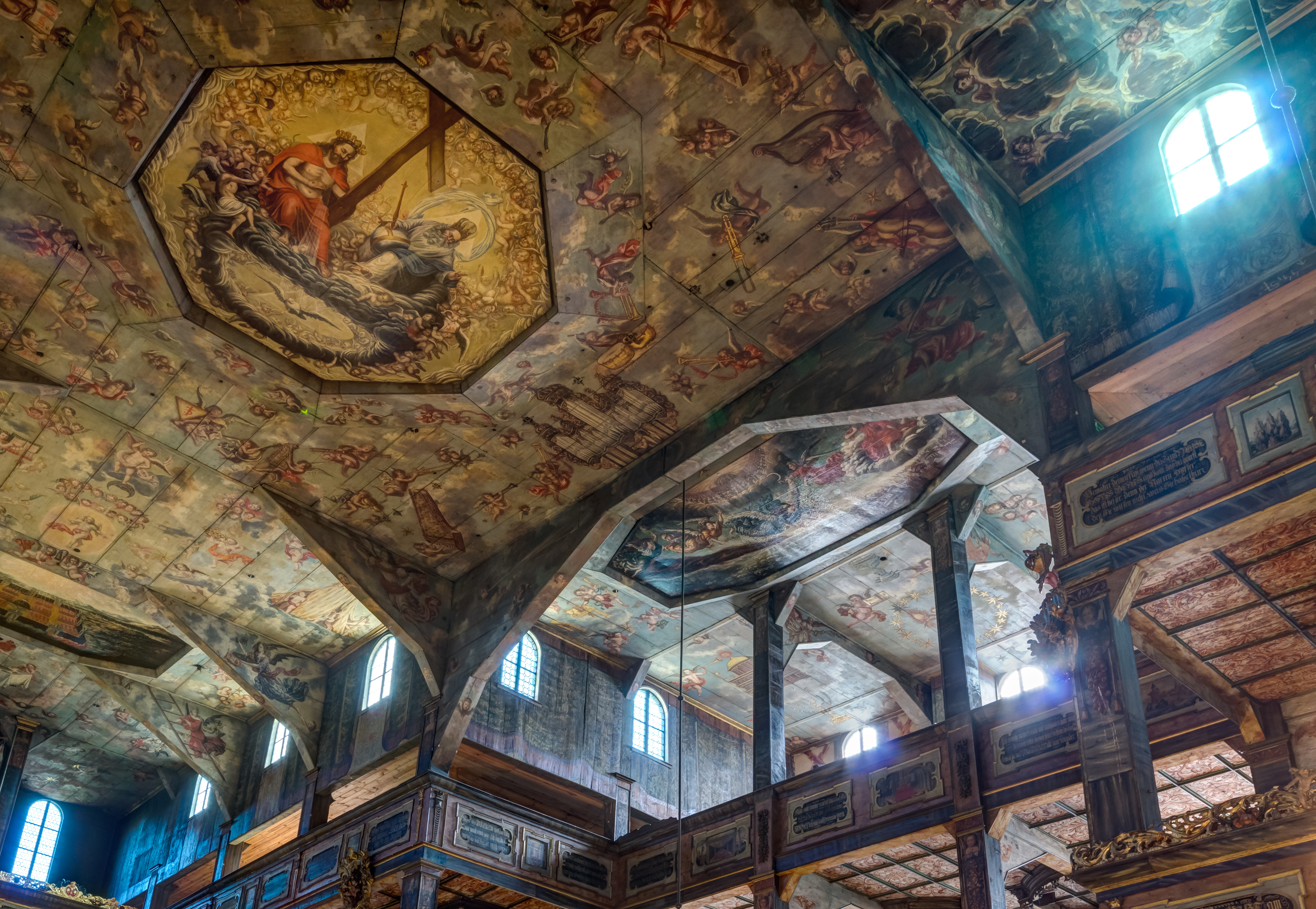
シフィドニツァの平和教会

## 登録基準
この世界遺産は世界遺産登録基準のうち、以下の条件を満たし、登録された（以下の基準は世界遺産センター公表の登録基準からの翻訳、引用である）。
- (3) 現存するまたは消滅した文化的伝統または文明の、唯一のまたは少なくとも稀な証拠。
- (4) 人類の歴史上重要な時代を例証する建築様式、建築物群、技術の集積または景観の優れた例。
- (6) 顕著で普遍的な意義を有する出来事、現存する伝統、思想、信仰または芸術的、文学的作品と直接にまたは明白に関連するもの（この基準は他の基準と組み合わせて用いるのが望ましいと世界遺産委員会は考えている）。